# رانی‌پور، برگونه
رانی‌پور (به لاتین: Ranipur) یک منطقهٔ مسکونی در بنگلادش است که در ناحیه برگونه واقع شده‌است.